# Sport Club Flamengo
El Sport Club Flamengo fue un equipo de fútbol de Brasil que jugó en el Campeonato Pernambucano, la primera división del estado de Pernambuco, del cual fue uno de los equipos fundadores.

## Historia
Fue fundado el 20 de abril de 1914 en el municipio de Recife, capital del estado de Pernambuco con el nombre Cruz Branca Foot-Ball Club por Alcebíades Braga, Antonio Alcântara, Carlos Tavares, Cícero Loureiro, Elteredo Antunes, Francisco Alves, Francisco Braga, José Rodopiano dos Santos, Mario Santos, Patrício Moreira, Vicente y Braz Crocci, aunque un mes después cambiaron su nombre por Sport Club Flamengo en homenaje al CR Flamengo del estado de Río de Janeiro, aunque con la diferencia de que no adoptaron los colores del club carioca. Fue el primer equipo deportivo del estado de Pernambuco al contar con secciones en varios deportes como atletismo, baloncesto y voleibol.
Posteriormente el 16 de junio de 1915 sería uno de los equipos fundadores de la Liga Pernambucana de Deportes Terrestres, conocida posteriormente en 1918 como Liga Deportiva Pernambucana y actualmente como Federación Pernambucana de Fútbol junto a los equipos João de Barros Futebol Clube y Santa Cruz Futebol Clube. El club también fue uno de los equipos fundadores del Campeonato Pernambucano en 1915, siendo el primer campeón del estado de Pernambuco luego de vencer 3-1 al Torre Sport Club.
Posteriormente el club lograría conseguir ganar varios torneos locales hasta su último título obtenido en 1939, participando en 31 ediciones en el Campeonato Pernambucano hasta 1947, año en el que se desvinculó de la liga estatal y desaparece en 1949.
El club disputó 335 partidos en el Campeonato Pernambucano con 105 victorias, 34 empates y 196 derrotas.

## Rivalidades
Su principal rival fue el Santa Cruz Futebol Clube, equipo también del municipio de Recife, la cual inició luego de que fuera creada la Federación Pernambucana de Deportes Terrestres porque ambos equipos utilizaban los colores negro y blanco, pero la Federación Pernambucana de Deportes Terrestres determinó que uno de los dos equipos debía de cambiar sus colores, donde Sport Club Flamengo fue el ganador forzando al Santa Cruz Futebol Clube a ser un equipo tricolor a cambiar sus colores a rojo, negro y blanco.

## Palmarés

### Estatal
- Campeonato Pernambucano: 1

1915

### Otros Títulos
- Taça A Noite ‘Curso Simpatia’: 1

1915
- Torneio Início da LSP dos Terceiros Times: 1

1917
- Taça dos Menores Correccionaes: 1

1918
- Tarde dos Chronistas – Taça Emoção: 1

1921
- Taça Bittencourt: 1

1928
- Taça Festival Varzeano Sport Club: 1

1929
- Taça Casa Amarela: 1

1929
- Torneio de Verão da Cidade do Recife: 1

1939

## Récords
Actualmente el club ostenta la mayor goleada en la historia del Campeonato Pernambucano la cual logró en la edición de 1945 cuando venció 21-3 al Clube Náutico Capibaribe el 1 de julio.